# Razrjeđivač
Razrjeđivač je lakohlapljivo otapalo ili smjesa otapala koja služi za razrjeđivanje (smanjenje viskoznosti) boja i lakova (nalič) sve do viskoznosti prikladne za način njihova nanošenja (premazivanje, štrcanje, uranjanje) na podlogu. Tijekom nanošenja i sušenja naliča razrjeđivač ishlapi s otapalima koja su boje i lakovi izvorno sadržavali. Razrjeđivač se rabi i za pranje površina prije njihova lakiranja te za pranje opreme i pribora. Najviše su u uporabi takozvane uljane boje ili alkidni razrjeđivač za alkidne, nitrorazrjeđivač za celuloznonitratne (nitrocelulozne) i voda za vodotopljive i disperzijske boje i lakove (vezivo).

## Otapala za boje i lakove
U industriji boja i lakova najčešće se radi o otopinama veziva u otapalu, rjeđe obojenih tvari u otapalu. Otapalo je uvijek tekuća komponenta, dok vezivo može biti čvrsto ili tekuće. Vezivo se pomoću otapala prevodi u otopinu da bi se priredilo prekrivno sredstvo (nalič) prikladne gustoće koje omogućuje lako rukovanje i nanošenje na podlogu. Otapala su hlapljiva, pa nakon nanošenja prekrivnog sredstva na podlogu ishlapljuju, a naneseni se sloj na podlozi skrućuje i stvara se čvrsta prevlaka. Otapala za lakove imaju svojstva važna za njihovu primjenu. U najvažnija fizikalna svojstva ubrajaju se gustoća, indeks loma, boja, vrelište, destilacijski interval, viskoznost, površinska napetost i drugo. Svojstva otapala važna za prektičnu primjenu umnogome utječu na izbor otapala. To su, na primjer, sposobnost otapanja veziva, brzina isparavanja, mogućnost dodavanja razdjeljivača (punila za otapala), svojstva važna s obzirom na zaštitu od požara kao što su plamište, točka zapaljenja, eksplozione granice te moguće fiziološki štetno djelovanje. 
Kao otapala za lakove i boje uglavnom se upotrebljavaju alifatski ugljikovodici (različiti benzini), aromatski ugljikovodici (toulen, ksilen), alkoholi (metanol, etanol, propanol, butanol), esteri (metilacetat, etilacetat, butilacetat, amilacetat, etilenglikolacetat) i ketoni (aceton, metiletilketon), a u relativno manjim količinama i klorirani ugljikovodici (diklormetan, trikloreten), eteri (dietileter, glikoleteri), terpenski ugljikovodici (terpentinsko ulje), hidrogenirani ugljikovodici (tetralin, dekalin), glikoli i diglikoli. Umjesto pojedinačnih otapala mogu se primjenjivati i njihove smjese, ponekad neodređena kemijskog sastava. Tada je poželjno upotrebljavati azeotropske smjese jer hlape ravnomjernije, što povoljno utječe na kakvoću (kvalitetu) stvorenog zaštitnog sloja. 
Lakovi i boje isporučuju se korisnicima najčešće s višom viskoznošću od one prikladne za nanošenje na podlogu. Za podešavanje željene viskoznosti neposredno pred primjenu upotrebljavaju se razrjeđivači. To su smjese otapala i razdjeljivača (nazivanih i punilima za otapala). Razdjeljivači su jeftiniji od otapala, ali ih ne mogu potpuno zamijeniti jer nemaju moć otapanja određenog veziva, pa se mogu upotrijebiti samo u smjesama s otapalima. Najvažniji razdjeljivači su neki ugljikovodici (toulen, ksilen, benzini) i jeftiniji alkoholi. 
Radi što manjeg onečišćavanja čovjekova okoliša nastoji se količinska zastupljenost organskih otapala u lakovima i bojama što više smanjiti. Zbog toga se sve više upotrebljavaju prekrivna sredstva s vodom kao otapalom, zatim sredstva s mnogo suhe tvari, tekuća sredstva bez otapala i prekrivna sredstva u prahu.